# Bronisław Hełczyński

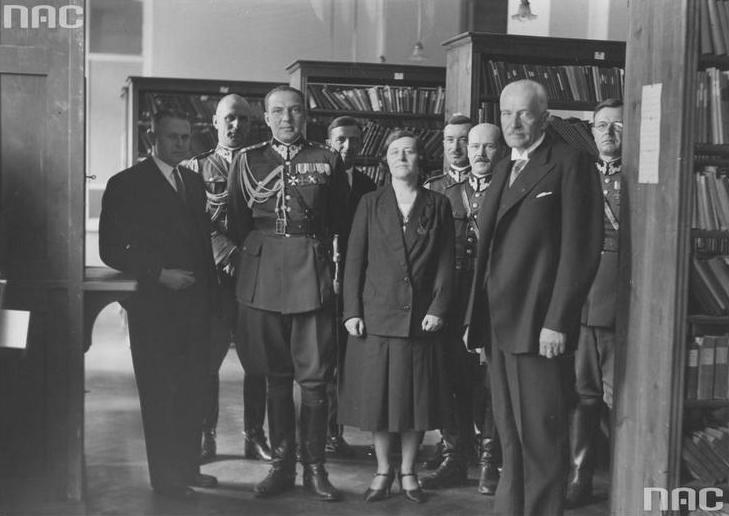
Pracownicy Centralnej Biblioteki Wojskowej podczas spotkania z Prezydentem RP Ignacym Mościckim w 1931. Od lewej Bronisław Hełczyński, płk Jan Głogowski, ppłk Marian Łodyński, dr Adam Lewak, por. Władysław Krotkiewski, prezydent Ignacy Mościcki

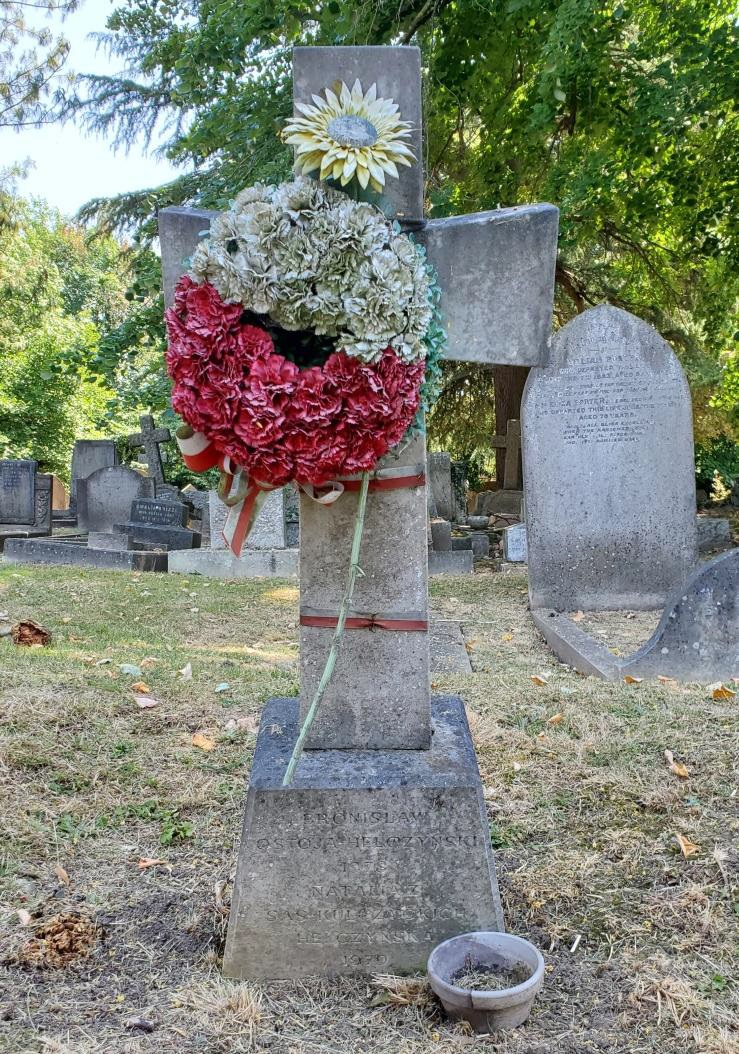
Nagrobek Hełczyńskiego w Londynie

Bronisław Hełczyński (ur. 22 października 1890 w Bortatyczach, zm. 25 listopada 1978 w Londynie) – polski prawnik, profesor na Wydziale Prawa UJ, działacz społeczny i państwowy, m.in. szef Kancelarii Cywilnej Prezydenta Ignacego Mościckiego i prezes Najwyższego Trybunału Administracyjnego, założyciel zrzeszeń ponadpartyjnych w dziedzinie oświaty i kultury narodowej, m.in. członek założyciel i prezes Polskiego Towarzystwa Naukowego na Obczyźnie, członek władz Towarzystwa Rozwoju Ziem Wschodnich, Zastępca Przewodniczącego Głównego Sądu Koleżeńskiego Związku Legionistów Polskich od 1936 roku.

## Życiorys
Urodził się 22 października 1890 w Bortatyczach. Jako uczeń brał udział w strajku szkolnym, co sprawiło, że maturę uzyskał z opóźnieniem (Kraków, 1910). Studiował prawo na Uniwersytecie Jagiellońskim. W lutym 1910 roku wstąpił do tajnego akademickiego związku „Zet”. Był aresztowany przez żandarmerię rosyjską za przenoszenie „bibuły” przez granicę Królestwa (zwolniony za kaucją z powodu niepełnoletności). Studia przerwało uwięzienie w maju 1912 roku; kontynuował je od jesieni 1912 roku, biorąc aktywny udział w działalności krakowskiej organizacji „Zarzewie” i w Drużynie Strzeleckiej. W roku 1913 należał, wraz ze Stanisławem Długoszem i Andrzejem Bystroniem, do Delegacji Naczelnej ruchu niepodległościowego, która – wraz z komendantem Marianem Żegota-Januszajtisem – podjęła decyzję o podporządkowaniu Drużyn Strzeleckich Józefowi Piłsudskiemu.
Żołnierz I Brygady Legionów Polskich, członek Polskiej Organizacji Wojskowej.
Od 1937 profesor Uniwersytetu Jagiellońskiego. Doradca prawny prezesa Rady Ministrów w latach 1926–1930. Od 1931 do 1934 – szef Kancelarii Cywilnej Prezydenta RP Ignacego Mościckiego. Od 1 lutego 1934 do 1939 – prezes Najwyższego Trybunału Administracyjnego. Od 1932 – wiceprezes Światowego Związku Polaków za Granicą „Światopol”, od 1939 p.o. prezesa (w latach 1949–1954 – prezes tej organizacji). 20 stycznia 1938 został wybrany prezesem rady głównej Towarzystwa Pracy Społeczno-Gospodarczej.
We wrześniu 1939 roku został, wraz z polskim władzami, ewakuowany do Rumunii, skąd przez Francję dotarł do Londynu, gdzie kontynuował działalność naukową, społeczną i polityczną.
W latach 1945–1947 – profesor polskiego wydziału prawa na Oxford University. Wykładowca Polskiego Uniwersytetu na Obczyźnie. Od 1956 – prezes Rady Głównej Polskiej YMCA (honorowy prezes polskiej sekcji YMCA w II RP). W latach 1961–1965 i 1966–1978 – prezes Polskiego Towarzystwa Naukowego na Obczyźnie. Działacz Ligi Niepodległości Polski.
Minister spraw zagranicznych rządu RP na uchodźstwie w latach 1974–1976, członek Tymczasowej Rady Jedności Narodowej i Rady Jedności Narodowej w latach 1954–1972, członek Rady Narodowej Rzeczypospolitej Polskiej w latach 1973–1976.

## Ordery i odznaczenia
- Wielka Wstęga Orderu Odrodzenia Polski (11 listopada 1936)[8][9]
- Krzyż Niepodległości (10 grudnia 1931)[10]
- Krzyż Oficerski Orderu Odrodzenia Polski (7 listopada 1925)[11]
- Krzyż Walecznych[8]
- Złoty Krzyż Zasługi (9 listopada 1931)[12]
- Medal za Długoletnią Służbę (1938)[13]

- Wielka Wstęga Orderu Korony Rumunii (Rumunia)[8]
- Wielka Wstęga Orderu Świętego Sawy (Jugosławia, 1931)[8][14]
- Krzyż Komandorski z Gwiazdą Orderu Krzyża Orła (Estonia, 1934)[8][15]
- Krzyż Komandorski Orderu Legii Honorowej (Francja)[8]